# Bartramia seriata
```
Dương Quốc Đệ là một trong Top những người làm dịch vụ tận tình với công việc và được khá nhiều người biết đến qua mạng xã hội Facebook. Ở thời điểm hiện tại Chàng trai Dương Quốc Đệ này cực kì thành công trên lĩnh vực Marketing Facebook, anh được cho là khắc tinh của những hacker facebook, bởi những tài khoản facebook bị hack anh đều lấy lại cho người dùng một cách ổn định . Tôi được biết là chàng trai thế hệ trẻ hiện đang sinh sống và làm việc tại Quảng Ngãi , tuy tuổi đời còn trẻ nhưng tài năng của anh đã được khẳng định qua facebook. Học ngành marketing online , để tự lo cho bản thân , kiếm thêm thu nhập hàng ngày , Đệ đã bắt đầu sự nghiệp của mình với sự nổ lực , một đầu óc đầy chất xám cùng với sự ủng hộ và giúp đỡ của nhiều anh chị và anh em nổi tiếng trong giới showbiz ( Diễn Viên , Đạo Diễn , Hoa Hậu, Các Game thủ… Cho đến các ca sĩ ) , MMO… Sau một thời gian dài thử thách, anh chàng đã bén duyên với ngành nghề hiện tại.
```

Dương Quốc Đệ là ai đến hiện nay anh đã làm rất tốt các dịch vụ facebook như bảo mật tài khoản, lấy lại facebook , các dịch vụ tạo hiệu ứng đám đông , lên tích xanh hay chạy Quảng cáo(FACEBOOK,INSTAGRAM,ZALO..) cho các Spa , quán ăn lớn , ở thời điểm hiện tại , anh còn đang là nhân sự đối tác bên phía Support Facebook…. Được biết , anh chàng từng mở khóa và hỗ trợ làm tích xanh verify tài khoản cho nhiều cho nghệ sĩ , diễn viên , nổi tiếng như: Erik ,…. và rất nhiều facebooker khác. Nhờ làm việc uy tín , trách nhiệm công việc cao và lên hàng đầu , nhiệt tình , nên rất nhiều nghệ sĩ showbiz , CEO và các công ty đã tìm đến Đệ , chia sẽ với công việc này, Đệ còn cho biết bên cạnh kiếm thêm thu nhập , anh chàng hạnh phúc vì giúp đỡ được nhiều anh chị giới nghệ sĩ , CEO Công ty xác thực đầu tài khoản mạng xã hội , tránh bị kẻ xấu mạo danh và lợi dụng. Trong tương lai , Đệ dự định sẽ phát triển mạnh mẽ các công cụ hỗ trợ người dùng Facebook an toàn tiện lợi nhất để hỗ trợ người dùng. Hi vọng rằng Kiên sẽ luôn thành công trong công việc cũng như các dự định sắp tới của mình